# География Албании
Албания расположена в юго-восточной Европе, в западной части Балканского полуострова. Страна занимает выгодное положение у пролива Отранто — западная граница омывается Адриатическим, юго-западная — Ионическим морями. Албания вытянута на 340 км с севера на юг и на 150 км с запада на восток.

## Границы
Протяжённость границ составляет 691 км. На северо-западе Албания граничит с Черногорией (186 км), на северо-востоке — с частично признанной Республикой Косово (112 км), на востоке — с Северной Македонией (181 км), с юго-востока — с Грецией (212 км).
Все границы Албании кроме береговой линии проведены искусственно. В основном они были определены на конференции послов великих держав в Лондоне (1912—1913). В ходе Первой мировой войны Албания была оккупирована итальянскими, сербскими, греческими и французскими войсками, но в 1921 году государства-победители в основном подтвердили ранее установленные границы. Границы проводились таким образом, чтобы отделить территории компактного проживания албанцев от соседних народов — сербов, черногорцев и греков, стараясь при этом максимально учитывать интересы всех сторон и, при возможности, использовать самые приметные географические объекты. При этом озёрный край западной Македонии был разделён между тремя государствами — Албанией, Грецией и Королевством Югославия.
Раздел приозёрной территории между тремя государствами производился таким образом, чтобы каждая из сторон получила свою долю низин. Такой искусственный раздел, разумеется, повлиял на прохождение границ к северу и югу от озёр. Граница, идущая на север, хоть и следует линии горного хребта, но отстоит от водораздела примерно на 16 — 32 км. Отказ от использования водораздела в качестве границы привёл к тому, что албанское население Косово оказалось в Сербии, что позже привело к многочисленным конфликтами (см. Косовская война и Провозглашение независимости Косова). Граница Албании на северо-западе, севере и северо-востоке проходит по естественным рубежам: горам Шар-Планина, почти непроходимому массиву Проклетие, Скадарскому озеру и участку реки Буна.
На юг и юго-запад от озёрного края в направлении Ионического моря юго-восточная граница Албании не следует формам рельефа, а напрямую пересекает несколько горных хребтов.

## Береговая линия
Общая длина морского побережья составляет 362 км (Адриатическое море и Ионическое море). Берега Адриатической части побережья преимущественно низкие и слабо изрезаны небольшими заливами, удобных естественных гаваней в стране нет. В северной части побережья располагается Дринский залив, который отделён мысом Родони от расположенной к югу бухты Лальза. Ещё южнее в берег вдаётся мелководная открытая бухта Дуррес, на берегу которой стоит одноимённый портовый город. Берега пролива Отранто гористые и мелкобухтовые, в северо-восточной его части мыс Гюхеза и остров Сазани отгораживают залив Влёра, где стоит второй крупный порт Албании — город Влёра. В южной части побережья напротив греческого острова Керкира стоит город Саранда.
Территориальные воды — 12 морских миль, также Албании принадлежит континентальный шельф до глубины 200 м или до глубины использования.

## Геология и полезные ископаемые
Большая часть территории Албании располагается в пределах Динарского нагорья, образовавшегося в нижнем олигоцене и относящегося к альпийской геосинклинальной области. На западе страны находится отрезок предгорного прогиба, где, возвышаясь над аллювиальными отложениями, с юга на север протягиваются глинисто-песчаные холмы (олигоцен, миоцен и плиоцен) и известняковые гряды (мел — эоцен). Складчатые структуры внутренних районов осложнены надвигами, разломами, впадинами, (например, котловина города Корча или впадина Охридского озера) и сложены юрскими, меловыми и эоценовыми известняками и доломитами, встречается флиш. Для северных областей характерны выходы ультраосновных пород времён мезозоя.
Отмечается высокая сейсмичность.
Албания богата полезными ископаемыми: добывается хромовая, медная, никелевая и железная руда, бокситы, уголь (в районе Тираны) и соль. В области предгорного прогиба имеются месторождения нефти, природного газа и битума (вблизи Влёры), на северо-востоке страны — месторождения фосфатов.

## Рельеф
Около 3/4 территории страны занято горами и холмами (выше 200 м над уровнем моря), остальная часть — болотистые и аллювиальные прибрежные равнины. В Албании выделяют четыре физикfо-географических района, три из которых имеют горный ландшафт.
На севере вдоль границы с Черногорией располагаются складчатые Северные Албанские Альпы (Проклетие) высотой до 2692 м (гора Езерца, высочайшая точка Динарского нагорья). Эти известняковые горы с широким развитием карста — самый пересечённый и наиболее труднодоступный район страны. Заселены слабо, склоны поросли лесом. К юго-востоку, на границе с Македонией, располагается хребет Кораби, где находится высшая точка страны (2 764 м). Весь этот район, включая плато Мирдита, принадлежит бассейну реки Дрин. Район к югу от плато Мирдита до реки Деволи имеет меньшую высоту и более гладкий ландшафт. По центральной части страны проходят хребты Томори, Круя и другие. Горы сложены мезозойскими и кайнозойскими известняками, песчаниками, флишем и серпентинитами, имеют много межгорных котловин, в некоторых из которых располагаются крупные города — Пешкопия, Берат и Корча.
Горные хребты обрамляют с востока сильно всхолмлённую аккумулятивную низменность шириной до 50 км, располагающуюся на месте предгорного прогиба вдоль побережья Адриатического моря. Этот равнинный участок тянется почти 200 км от реки Буна до города Влёра. Здесь находятся самые плодородные почвы и проживает наибольшая часть населения Албании. Прибрежная часть равнины заболочена; после Второй мировой войны болота частично (особенно между Влёрой и Дурресом) были осушены, и земля теперь используется в сельскохозяйственных целях.
К югу от Влёры известняковые горные хребты (высотой до 2 500 м) идут вплотную к самому берегу моря. Хребты разделены широкими долинами, которые используются только под пастбища для овец и коз. В округе Саранда (самый юг страны), располагается неширокая прибрежная равнина.

## Климат
Албания имеет субтропический средиземноморский климат. Лето продолжительное, горячее и сухое, зима — мягкая и влажная. На западных равнинных участках, испытывающих влияние тёплых масс из Адриатического и Ионического морей, средняя температура июля — 24—25 °C, января — 8-9 °C. В горных районах климат ближе к умеренно-континентальному — температура ниже и более влажно, снег держится в течение нескольких месяцев. В северных районах зимы более суровые, с сильными снегопадами.
Осадки в Албании многочисленны, но неравномерно распределены по территории и сезонам. В Северо-Албанских Альпах среднегодовое количество осадков достигает 2500 мм, на побережье 1000—1350 мм в год, а в восточных районах — менее 760 мм. Первый максимум приходится на осень, второй — на зиму (около 40 % всех осадков за год) и весну. Летом (в июле-августе) среднемесячная норма составляет 32 мм, особенно засушливо в юго-западной части страны.

## Водные ресурсы
Общий объём возобновляемых водных ресурсов составляет 41,7 км³ (2001), из которых в год потребляется 1,71 км³ (27 % — на коммунальные, 11 % — на промышленные, и 62 % — на сельскохозяйственные нужды).
Реки Албании протекают по глубоким долинам и имеют горный характер с большим гидроэнергетическим потенциалом. Выйдя на прибрежную равнину становятся более спокойными. Питание рек — в основном дождевое, весной пополняются таянием снега. Половодье наступает в зимнее время, когда реки разливаются, сильно увеличивая площадь приморских болотистых участков. В летнее время вода забирается на орошение, в результате чего реки сильно мелеют.
Практически все реки Албании впадают в Адриатическое море. Самая крупная река — Дрин (280 км), образуется при слиянии Белого и Чёрного Дрина, которые берут начало вне территории страны. Остальные крупные реки: Мати, Шкумбини, Семани и Вьоса. Сток из Скадарского озера происходит через реку Буна.
На территории Албании частично располагаются три крупных тектонических озера: Скадарское, Охридское и Преспа. Вдоль побережья располагается много озёр лагунного типа, наиболее крупные из которых — Нарта, Каравастая и Бутринти (рядом с последним располагается древнегреческий город). Кроме того, имеются небольшие горные карстовые и ледниковые озёра, а также водохранилища на реках Дрин (Фиерза), Мати (Ульза), Семани (Мурризи) и др.

## Почвы и растительность
Неблагоприятные геологические условия обуславливают отсутствие плодородных почв в горных районах. На серпентинах почвы тонкие и малоплодородные, а на известняковых породах зачастую совсем отсутствуют. Водный сток в результате сильных осадков эродирует почву, перемещая её со склонов в долины и на равнинные участки, которые из-за повышенной заболоченности неблагоприятны для земледелия.
Пахотных земель 20,1 %, земель занятых постоянными зерновыми культурами — 4,21 % (2005). Орошается 3 530 км² земель (2003). Около 36 % территории Албании покрыто лесами (2000), также широко представлены кустарниковые формации и луга.
В горах Албании чётко проявляется высотная поясность. Для нижнего пояса (низменности и речные долины до 300—600 м высоты) типичны субтропические коричневые почвы, на которых произрастают вечнозелёные теплолюбивые кустарниковые растения (маквис, шибляк) из самшита, лавровых и мирта, а также летнезелёные растения (держи-дерево, ежевика и др.) Местами встречаются южные виды сосен. В среднем поясе (высоты 1700—2000 м) на горных бурых лесных почвах произрастают леса, в которых преобладают дуб, каштан и бук, встречаются также ель, сосна и берёза. Выше 2000 м на самых маломощных почвах располагается пояс альпийских лугов.

## Животный мир
Фауна Албании за долгое время освоения территории человеком сильно сократилась. Дикие животные сосредоточены в малонаселённых областях страны с достаточными запасами поверхностных вод. В горных областях водятся бурые медведи, волки, шакалы, рыси и лесные кошки, а также дикие кабаны, косули, олени, куницы и хорьки. Пресмыкающиеся представлены змеями (ужи, гадюки) и ящерицами, встречаются также веретенищевые, гекконы и черепахи.
Мягкий климат прибрежных областей привлекает большое число перелётных птиц, таких как ласточки, аисты, цапли, утки, гуси и пеликаны. В прибрежных водах водятся сардина и кефаль, а в горных реках и озёрах обитает форель.

## Экология и природоохранные территории
Экологические проблемы Албании: обезлесение и эрозия почвы, которая совместно с интенсивным выпасом скота (особенно коз) неблагоприятно отражаются на лесовозобновлении. Внутренние воды загрязнены промышленными и коммунальными стоками.
В 1990-х годах в Албании были приняты законы об охоте и созданы заповедники для защиты оставшихся диких животных. Страна располагает 6 национальными парками, а также 24 заповедниками и памятниками природы, общая площадь которых составляет 76 тыс. га (1997) (около 1 % территории страны).